# Topaz Love/DESTINY
『Topaz Love/DESTINY』（日語：トパーズ・ラヴ／デスティニー）是日本男子雙人組合KinKi Kids的第39張單曲。發行於2018年1月24日。兩首主打曲皆為情歌，「Topaz Love」是將戀慕之心比喻為寶石的輕快曲調。「DESTINY」則是追求命中註定之人的爵士搖滾歌曲。

## 背景
本作品為2017年CD出道20週年的KinKi Kids的第39張單曲，也是他們2018年迎接第21年發行的首張單曲。「Topaz Love」是繼第30張單曲「Family ～讓我們在一起」後時隔約7年堂本光一及堂本剛再次合作的單曲。由光一擔任作曲、剛擔任作詞。

## 收錄曲

### 初回盤A
1. Topaz Love – 4:48
作詩：堂本剛
作曲：堂本光一
編曲：堂島孝平
2. DESTINY – 4:10
作詩：Satomi
作曲：井上日徳
編曲：堂島孝平・井上日徳
3. Topaz Love -Backing Track-
4. DESTINY -Backing Track-

### 初回盤B
1. DESTINY
2. Topaz Love
3. DESTINY -Version K-
  - 光一 Solo Ver.
4. DESTINY -Version T-
  - 剛 Solo Ver.

### 通常盤
1. Topaz Love
2. DESTINY
3. 哀愁的布宜諾斯艾利斯 – 4:20
作詩：売野雅勇
作曲：林哲司
編曲：船山基紀
4. CLASSIC – 4:03
作詩：MiNE
作曲：Victor Sagfors・Magnus Funemyr
編曲：VICTOR